# Schistidium tenuinerve
Schistidium tenuinerve là một loài Rêu trong họ Grimmiaceae. Loài này được Ignatova & H.H. Blom mô tả khoa học đầu tiên năm 2010.